# Совня

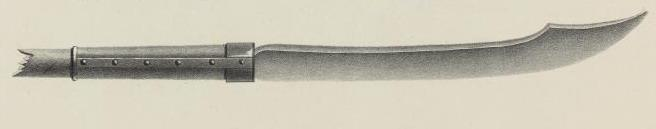
Наконечник совни

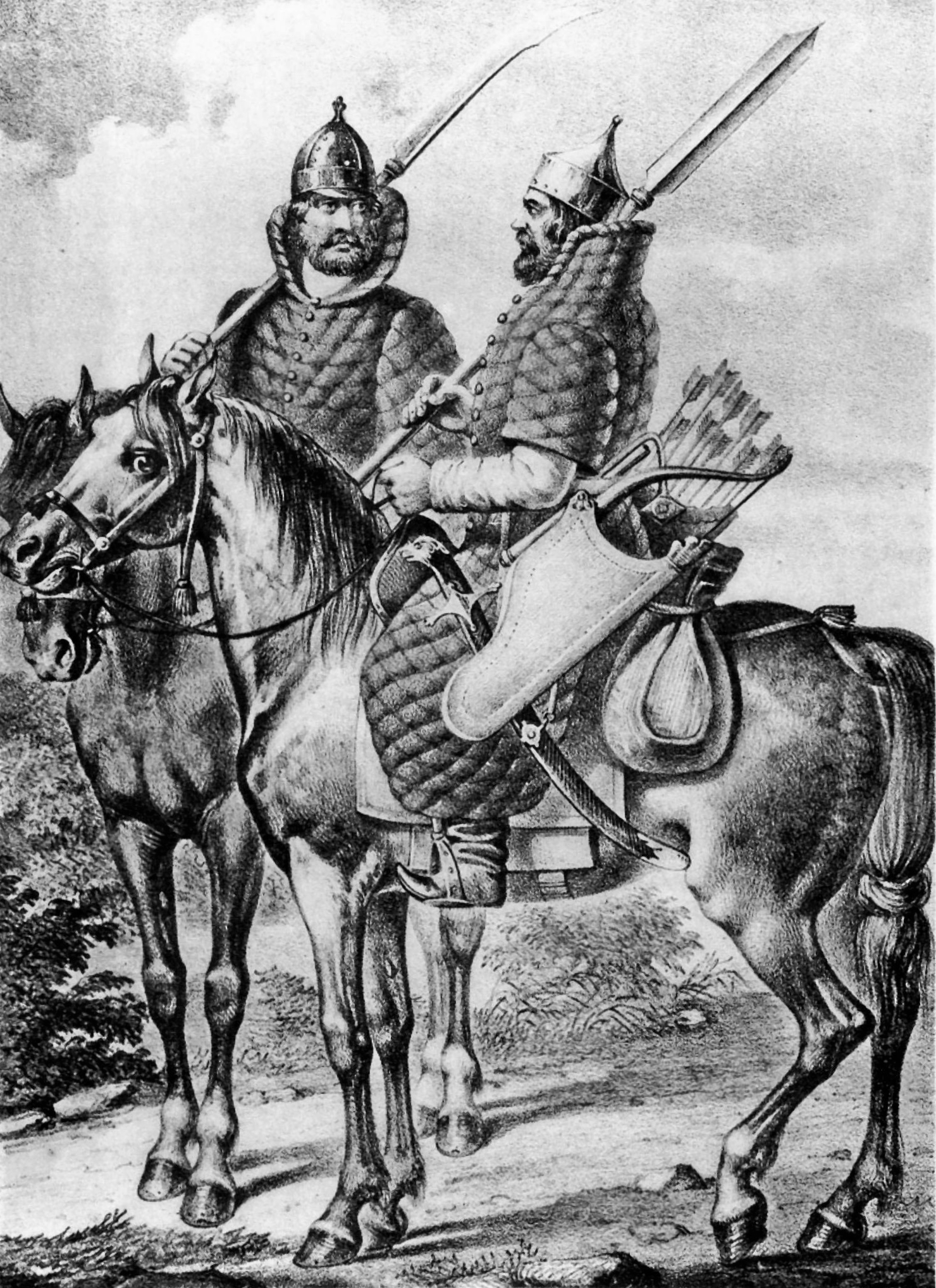
Ратники в тегиляях и шапках железных (левый — с совней, правый — с рогатиной)

Совня́, совна — термин, введённый А. В. Висковатовым по отношению к древковому оружию типа глефы.

## Использование термина Висковатовым
В работе А. В. Висковатова «Историческое описание одежды и вооружения российских войск» 1841 года, в разделе, посвящённом русскому оружию с XIV до второй половины XVII века, даётся следующее определение:

Совня — походила на рогатину, только имела кривую полосу, вместо прямой, и была с одним лезвием, в виде большого ножа.— Историческое описание одежды и вооружения российских войск
Это оружие в его книге изображено на двух иллюстрациях. На одной из них наконечник совни изображён вместе с наконечниками рогатин; на другой — ей вооружён всадник поместной кавалерии.

## Критика термина
До работы Висковатова термин «совня» по отношению к какому-либо оружию никогда не применялся. Ни в одном письменном источнике он не встречается. Единственное упоминание похожего термина есть в одном из синодальных списков I Новгородской летописи под 1234 (6742) годом — когда разбитые литовцы «побегоша на лес, пометавше оружие и щиты и сови (или совни) все от себе». Однако, слово «сови» в рукописи записано неразборчиво, в связи с чем его точное прочтение невозможно. В других же списках данной летописи в этом месте употребляется слово «сулицы».
В XIX веке слово «совня» зафиксировано в одном из русских говоров — оно означало «корзинку, лукошко, из которого сеют хлеб».
Как отмечает А. Н. Чубинский, «совня» — это авторский термин Висковатова, не имеющий отношения к исторической терминологии.
Хотя известно достаточно много источников по вооружению русской конницы, не существует ни письменных, ни изобразительных, ни каких-либо других источников, свидетельствующих о возможности применения в ней оружия подобного типа.
Образец оружия, который мог послужить прототипом для рисунков Висковатова, в настоящее время неизвестен. О. В. Двуреченский в исследовании по русскому вооружению конца XV — начала XVII века отмечает, что подобного оружия, относящегося к данному периоду, в музейных коллекциях нет. По мнению А. Н. Чубинского, это могла быть пальма XVII века, заимствованная у коренных народов Сибири, возможно, якутов или тунгусов (эвенков).

## Использование термина другими авторами
В ряде работ данный термин используется в том же значении, что и у Висковатова. В словаре В. И. Даля «Совня́ ж. стар. су́лица, рогатина с широким, кривым, как коса, лезвием». В Энциклопедическом словаре Брокгауза и Ефрона используется термин совь.
В некоторых источниках «совнями» или «совнами» называются другие типы оружия. Например, в каталоге Оружейной палаты 1914 года так названо крупное копьё XVII века из Большой Государевой Казны. В работах Л. П. Яковлева 1860-х годов данный термин использовался для обозначения наконечников знамён, которые представляли собой протазаны и алебарды. Он также использовался Н. Е. Браденбургом в каталоге Артиллерийского музея 1877 года.

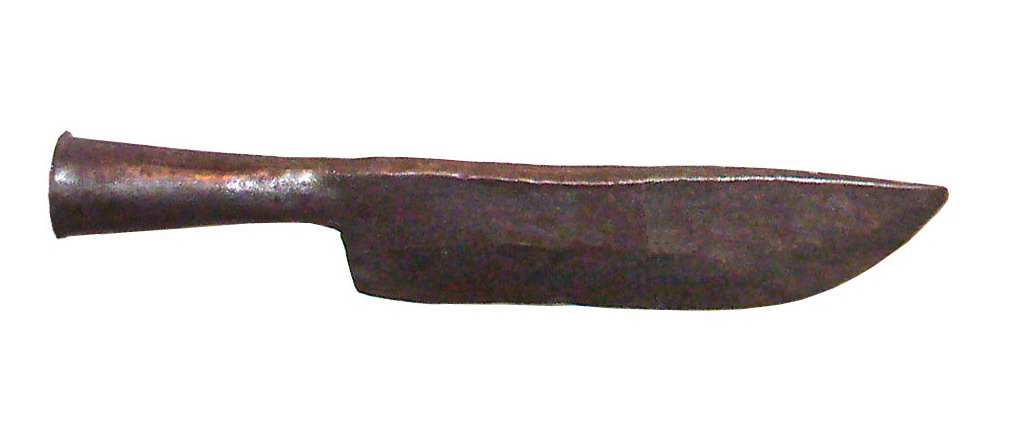
Нож-косарь для колки лучины, конец XIX века

В ряде работ название «совня» применяется к археологическим находкам. По находкам XVI—XVII веков в Москве, Коломне, Белгороде, Чебоксарах известны ножевидные втульчатые наконечники. Их общая длина составляет 275—397 мм, длина пера — 200—275 мм, ширина — 35—72 мм, а диаметр втулки — 30—47 мм. Похожие предметы бытуют в России до начала XX века и представляют собой инструмент — нож-косарь или секач, используемый для щепания лучины, колки углей в печи и других бытовых целей. Тем не менее, некоторые из этих наконечников имеют укреплённую втулку с кантом и заострённое остриё, в связи с чем нельзя исключать, что они могли применяться и в качестве оружия.
А. В. Кулагин использует термин «совня» по отношению к образцу оружия из Угличского государственного историко-архитектурного и художественного музея. Это древковое оружие, которое имеет втульчатый наконечник с коротким изогнутым железком, причём заточена его вогнутая сторона. Наконечник изготовлен из некачественной низкоуглеродистой стали. Оно датируется началом XVII века и связывается со Смутным временем — по предположению Кулагина, оно принадлежало кому-то из рядовых ополченцев.
В. Е. Коршун подвергает сомнению атрибутацию наконечников, найденных Подмосковной археологической экспедицией на селище Тарасовка. Они датируются XVIII—XIX в., один из них является копьём, а два других представляют собой втульчатые ножевидные наконечники, которые были атрибутированы экспедицией, как совни. Известно, что один из них имел наваренное лезвие. В. Е. Коршун предлагает собственную атрибутацию ножевидных наконечников — по его мнению, они принадлежали простонародному оружию, известному как ласка. Это оружие имело недлинную рукоять — 1—1,5 м, и наконечник произвольной формы, как с односторонней заточкой, так и, что чаще, обоюдоострый. Оно использовалось в крестьянских боевых артелях.
ГОСТ Р 51215-98 допускает использование термина «совна» по отношению к оружию типа глефы, имеющего железко с лезвием на вогнутой стороне.

### Комментарии
1. ↑  Однако нагината, имеющая лезвие на выпуклой стороне, в данном ГОСТе определена как разновидность совны.